# Crotalaria velutina
Crotalaria velutina är en ärtväxtart som beskrevs av George Bentham. Crotalaria velutina ingår i släktet sunnhampor, och familjen ärtväxter. Inga underarter finns listade i Catalogue of Life.